# Westereems (rivier)
De Westereems (Duits: Westerems) is de westelijke benedenloop van de rivier de Eems in de Eemsmonding. De Eems stroomt via de Dollard, waarna het ongeveer ter hoogte van de Eemshaven opsplitst in de Westereems en de Oostereems. De Eems mondt via de Westereems tussen de waddeneilanden Borkum en Rottumeroog uit in de Noordzee. De loop vormt de grens tussen Duitsland en Nederland.
Van 1810 tot 1814 bestond er een Frans departement van de Westereems, zie: Westereems (departement).